# Johann Wilhelm von Stubenberg

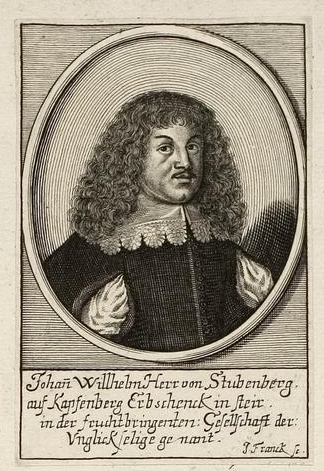
Johann Wilhelm von Stubenberg

Johann Wilhelm von Stubenberg (* 22. April 1619 in Neustadt an der Mettau, Königgrätzer Kreis; † 15. März 1663 in Wien) war ein Dichter und Übersetzer der Barockzeit. Seine Gebeine wurden von der geflüchteten Familie in die Freie Reichsstadt Regensburg überführt und auf dem Gesandtenfriedhof der Evangelischen Dreieinigkeitskirche begraben.

## Kindheit in Böhmen
Johann Wilhelm entstammte der dritten Ehe des Rudolf von Stubenberg mit Justine, geborene Freiin von Zelking. Sein Vater Rudolf war zum Beginn des Dreißigjährigen Krieges am Aufstand der böhmischen Stände beteiligt und kam am 1. Februar 1620 bei einer Explosion versteckter Pulvervorräte im Jičíner Schloss ums Leben. Seine Güter wurden, obwohl er nicht mehr am Leben war, im Zuge der Protestantenverfolgung nach der Schlacht am Weißen Berge konfisziert. Danach musste die Familie Schloss und Herrschaft Neustadt an der Mettau verlassen.

## Leben im Exil
Witwe Justina suchte mit ihrem Sohn Johann Wilhelm Hilfe bei der österreichischen Verwandtschaft. Der Steirer Georg von Stubenberg der Ältere, ein Vetter ihres verstorbenen Mannes, sorgte für die Flüchtlinge und gewährte ihnen Unterkunft in seiner in Niederösterreich gelegenen Schallaburg.
Mit Unterstützung Georgs von Stubenberg konnte Johann Wilhelm die bedeutende protestantische Landschaftsschule in Loosdorf, das zur Herrschaft Schallaburg gehörte, besuchen. Nachdem jedoch ein kaiserliches Mandat auch den protestantischen Adeligen in der Steiermark jeden weiteren Aufenthalt verbot, ging Georg von Stubenberg der Ältere 1629 ins Exil in die nach Regensburg, wo er kurz nach der Ankunft starb und auf dem Evangelischer Gesandtenfriedhof begraben wurde. Dieser Petersfriedhof wurde im Laufe der Jahre 1632/3 während der Kämpfe um Regensburg zerstört. Seine Grabplatte vor dem Stubenberg-Epitaph wurde von seinem Sohn Rudolf errichtet. Die von Georg von Stubenberg unterstützte Schule in Loosdorf musste geschlossen werden. Justina und Johann Wilhelm verließen Niederösterreich und zogen nach Pirna in Sachsen, das zu einem Zentrum böhmischer Exulanten geworden war. Hier starb Justina 1632.
Beim Tod seiner Mutter war Johann Wilhelm 13 Jahre alt und lebte danach mit einem Hauslehrer und einem Diener in der böhmischen Kolonie in Dresden. 1636 unternahm er eine Bildungsreise nach Frankreich, Italien und die Niederlande und war 1638 einige Zeit Gast des Grafen Anton Günther von Oldenburg, der ein angesehenes Gestüt besaß. Johann Wilhelms Begeisterung für die Pferdezucht soll hier geweckt worden sein. Ende 1639 kehrte er nach Dresden zurück und bemühte sich, an das ihm zustehende Erbe seines Onkels 2. Grades Georg von Stubenberg der Ältere zu gelangen. Im Zuge der Erbeinigung im Jahre 1641 erhielt er ein Jahr später die Herrschaften Schallaburg und Sichtenberg in Niederösterreich als kaiserliches Lehen.

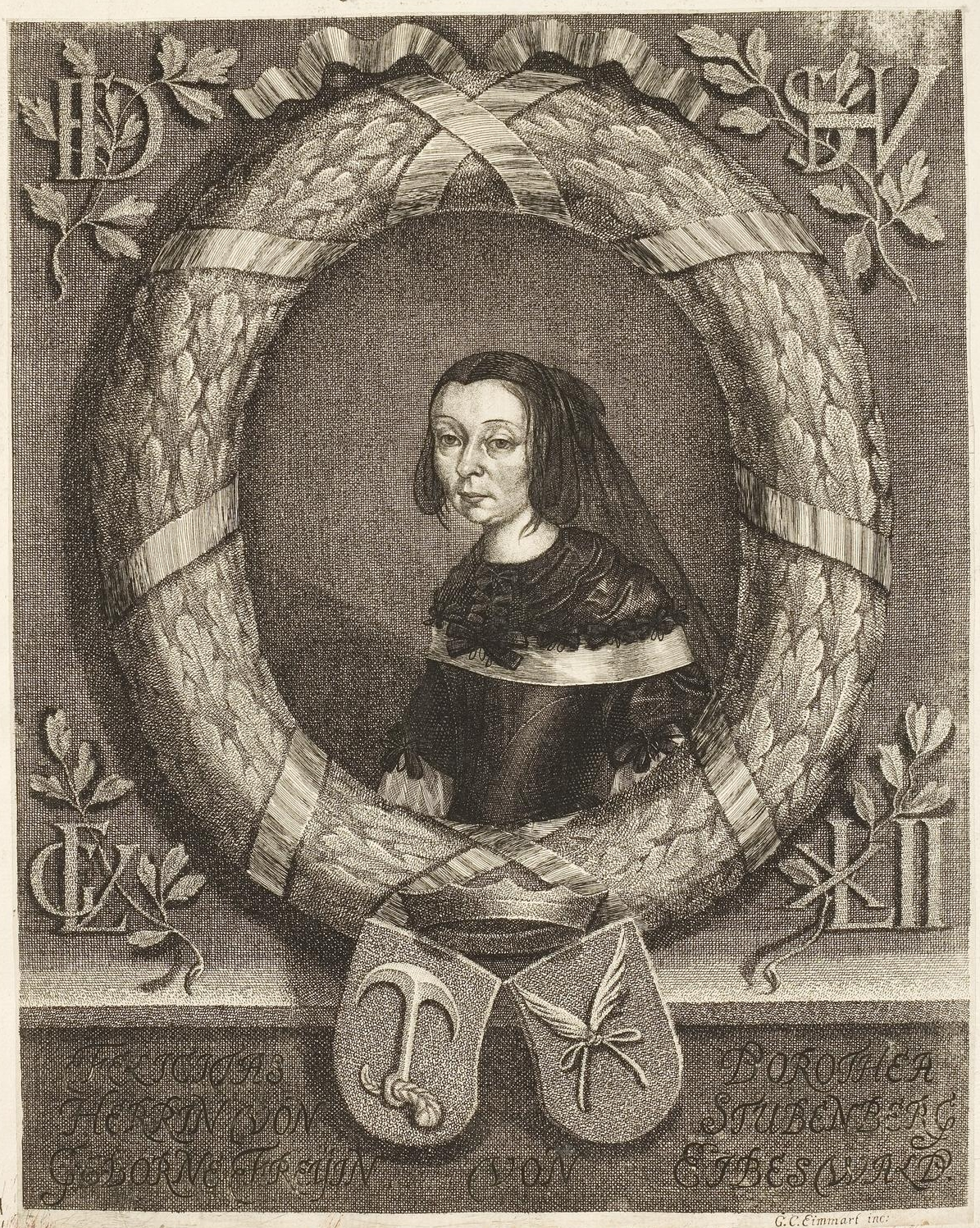
Felicitas Dorothea von Eibiswald

## Familiengründung
1642 heiratete Stubenberg auf der Schallaburg Felicitas Dorothea von Eibiswald. Sie entstammte einer alten steirischen Familie, die ihre Heimat ebenfalls aus konfessionellen Gründen verlassen musste und sich schließlich in Regensburg niederließ, das viele österreichische Glaubensflüchtlinge beherbergte.
Um am evangelischen Gottesdiensten teilnehmen zu können, mussten die Jungvermählten an kirchlichen Feiertagen in das damals ungarische Pressburg gehen, das von Wien aus leicht zu erreichen war und wo die Evangelischen noch geduldet waren. Dadurch kannte Johann Wilhelm und seine Frau in Pressburg eine große Anzahl österreichischer Exulanten und Glaubensgenossen, bei denen sie vermutlich auch Unterkunft fanden. Am 2. Januar 1643 wurde ihr einziger Sohn Rudolf Wilhelm von Stubenberg in Pressburg geboren und getauft. Taufzeugen waren viele adelige Verwandte des Elternpaares.

## Literarische Tätigkeit
Auf der Schallaburg beschäftigte sich Stubenberg mit Literatur, Philosophie und Kunst und fasste den Entschluss, literarisch tätig zu werden. Er befasste sich überwiegend mit der Übersetzung zeitgenössischer französischer und italienischer Romane.
Im Jahre 1651 wurde er auf Empfehlung des mährischen Adeligen Georg Ehrenreich II. von Roggendorf unter dem Pseudonym „der Unglückselige“ Mitglied der Fruchtbringenden Gesellschaft. Er suchte Kontakt zu bedeutenden Gelehrten und Schriftstellern und freundete sich mit den Nürnberger Dichtern Georg Philipp Harsdörffer und Sigmund von Birken an.
1652 unternahm er eine Reise nach Weimar, um das neu erwählte Oberhaupt der Fruchtbringenden Gesellschaft, Herzog Wilhelm IV. von Sachsen-Weimar, persönlich kennenzulernen, vermutlich aber auch, um einen neuen Wohnsitz zu suchen, nachdem die Lage der österreichischen Protestanten immer bedrückender geworden war. Auf der Rückreise besuchte er in Nürnberg seine Freunde Harsdörffer und Birken, und in Regensburg traf er mit Verwandten und Bekannten zusammen.

## Letzte Jahre in Wien
1659 übersiedelte Stubenberg nach Wien, wobei er vermutlich beabsichtigte, sich – nachdem er bereits 1655 das ungarische Indigenat erlangt hatte – baldmöglichst in Ungarn niederzulassen, wo Protestanten weniger verfolgt wurden. In Wien hatte er engen Kontakt zu einem großen Freundeskreis und förderte bedeutende Dichter wie Catharina Regina von Greiffenberg und Wolf Helmhardt von Hohberg. Mit dem großen schlesischen Dichter Andreas Gryphius führte er einen Briefwechsel und schlug ihn zur Aufnahme in die Fruchtbringende Gesellschaft vor.

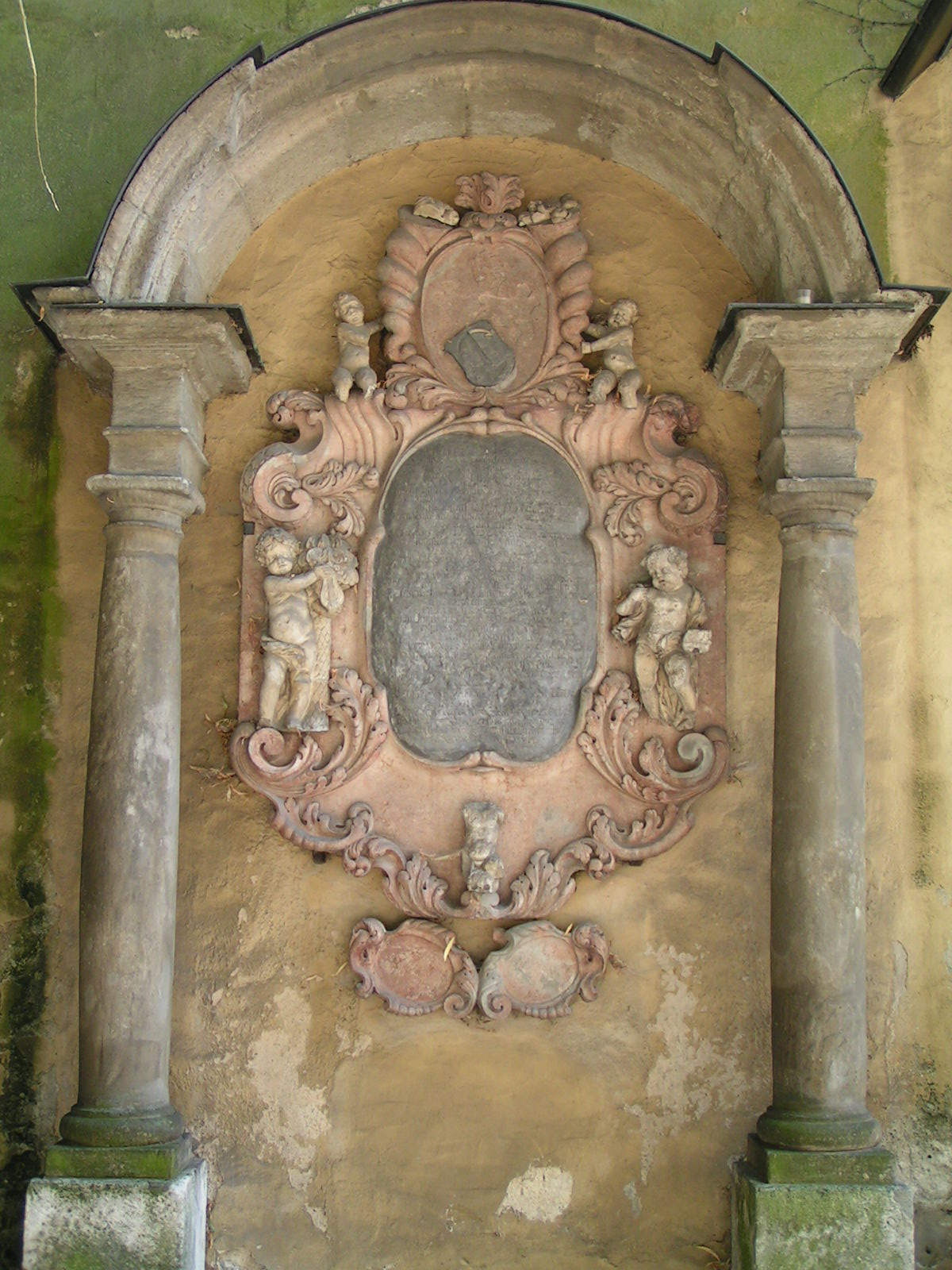
Stubenberg-Epitaph Gesandtenfriedhof Dreieinigkeitskirche Regensburg

Das letzte von ihm erhaltene Dokument ist ein Brief vom 12. Dezember 1662, in dem er auf alle seine Rechte und Pflichten auf Schallaburg und Sichtenberg verzichtet. Damit war dieser Besitz für seine Nachkommen endgültig verloren. Stubenberg starb am 15. März 1663 in Wien. Krankheit und Todesursache sind nicht bekannt. Weil in Wien eine Beisetzung nach evangelischem Ritus nicht stattfinden durfte, wurde er auf dem evangelischen Friedhof im burgenländischen Kittsee beerdigt. Einige Jahre später wurden seine Gebeine nach Regensburg überführt, wohin seine Witwe und sein inzwischen verheirateter Sohn Rudolf Wilhelm wegen religiöser Verfolgung ausgewandert waren. In Regensburg hatte der Sohn Rudolf 1668 nach dem Tod seiner Mutter Felicitas Dorothea (Witwe des Johann von Stubenberg) und dem kurz danach folgenden Tod seiner Ehefrau Maximiliane auf dem Gesandtenfriedhof bei der Dreieinigkeitskirche eine Stubenberg-Familiengrabstätte gegründet, in der auch die Gebeine seines Vaters Johann Wilhelm ruhen sollten. Die Grabstätte wurde mit der Grabplatte des großen Unterstützers der Familie Georg von Stubenberg der Ältere bedeckt, der 1630 in Regensburg kurz nach seiner Ankunft als Emigrant verstorben war und auf dem Petersfriedhof vor der südlichen Stadtmauer begraben worden war. 1632 wurde der Petersfriedhof mit (fast)allen Grabdenkmälern von bayerischen Besatzungstruppen im Vorfeld der Kämpfe um Regensburg (1632–1634) völlig zerstört, jedoch war es der Ehefrau des älteren Georg von Stubenberg offenbar gelungen, die Grabplatte ihres Ehemannes zu retten und auf dem Baugelände der damals fast fertig gestellten Dreieinigkeitskirche aufzubewahren. Die Grabplatte ist erhalten und ihre Inschrift ist dokumentiert.
Prunkstück der Stubenberg-Grabstätte ist das noch heute erhaltene Epitaph-Grabmal. In der dokumentierten Epitaph-Inschrift wird Johann Wilhelm von Stubenberg ausführlich gewürdigt als jemand, der „durch die Kenntnis aller Sprachen und Wissenschaften hochberühmt war und der der Muttersprache Glanz und Reinheit verliehen hat“. Das Epitaph war das erste von zwanzig Epitaphien, das auf diesem Friedhof errichtet wurde. Auch sein Sohn Rudolf Wilhelm, der sich um die Veröffentlichung der in Teilen noch nicht gedruckten Übersetzungen seines Vaters kümmerte, wurde 1677 in dieser Grabstätte begraben.
Die Schülerin und Freundin des Johann Wilhelm von Stubenberg, Catharina Regina von Greiffenberg, verfasste nach seinem Tod ein Widmungsgedicht, das die schönste Würdigung seiner Person sein soll.

## Seine Werke
- Norma seu regula armentorum equinorum rectè ac perfectè instituendorum, Wien 1662
- Zahlreiche Gedichte Stubenbergs finden sich in Werken anderer Autoren und Herausgeber

## Seine Übersetzungen
- Giovanni Francesco Biondi, EROMENA, das ist Liebs- und Heldengedicht in welchem, neckst viel fluge Gedankten in Welscher Sprache beschrieben, anjetzo aber in die Hochteutsche übersetzt (gemeinsam mit Martin Bircher); Bände I-IV, Nürnberg 1650–1651.
- Giovanni Francesco Marini, Wettstreit Der Verzweifelten: Ein sehr anmuthiges und künstliches Liebs Geschicht Deß ubertrefflichen Hochberühmten Jtaliäners MARINI. Auß dessen Wälschen / in unsere prächtige Hochdeutsche Mutterspraache übersetzet / durch ein Mit=Glied der Hochlöblichen Fruchtbringenden Gesellschafft / Den Unglückkseeligen. Frankckfurt / Bey Johann Hüttnern, 1651.
- Giovanni Francesco Loredano, Geschicht=reden: Das ist / Freywillige Gemüths-Schertze Herrn Johann Frantz Loredano hochgelehrten vornehmen Venetischen Edelmannes. Zu löblichen Tugenden und Sitten / auch zierlicher Wohl=redenheit aus Jtalienischer in unsere geehrte hoch=deutsche Mutter=sprache übersetzt durch ein Mitglied der hochlöblichen Fruchtbringenden Gesellschafft den Unglückseligen, Nürnberg / Bey Michael Endter / im Jahr 1652.
- Lukas Assarino, König Demetrius. Eine wahrhaffte / Aber mit vielen Sinnreichen / zur Wolredenheit / Lesens=anmutigkeit / auch nutlicher Sittenlehre / dientlichen Beygedichten vermehrte und geschmükkte Geschicht; von Herrn Lukas Assarinen in Wälscher Sprache ohnvergleichlich=schön beschrieben / anjetzo aber bestem Vermögen nach gehochdeutschet durch ein Mitglied der Hochlöblichen / Fruchtbringengen Gesellschaft / den Unglükkseeligen. Nürnberg / bey Michael Endter, 1653.
- Grenaille, Frauenzimmer Belustigung. Ein so wol zu Geistlicher Sittenlehre als zierlicher Wolredenheit nutz= und ergötzliches Wercklein. Ursprünglich in Frantzösischer Sprache durch Herrn von Grenaille auf Chatounieres / beschrieben / und der Königin in Groß=Brittanien zugeeignet / Anjetzo aber in Hochdeutsch übersetzt Durch ein Mitglied der hochlöblichen Fruchtbringenden Gesellschaft den Unglückkseligen. Gedruckt zu Nürnberg / in Verlegung Michael Endter / 1653. (Digitalisat)
- Francisci Baconis Grafens von Verulamio, weiland Englischen Reichscantzlers Getreue Reden: die Sitten=, Regiments= und Haußlehre betreffend / Aus dem Lateinitschen gedolmetscht / durch ein Mitglied der Fruchtbringenden Gesellschaft. den Unglückseligen, Nürnberg / in Verlegung Michael Endters / 1654.
- Francisci Baconi, Grafens von Verulamio, Fürtrefflicher Staats= Vernunfft= und Sitten-Lehr=Schrifften. ... Übersetzet durch Ein Mitglied der Hochlöblichen Fruchtbringenden Gesellschafft den Unglückseligen. Nürnberg / Jn Verlegung Michael Endters / 1654.
- Joh: Fransisci Loredani Deß Edlen und Weltberühmten Venetianers Andachten über die Sieben Buß-Psalm deß Königlichen Propheten Davids. Zu GOTTES Ehre aus dem Jtaliänischen gedolmetscht Durch Ein Mitglied der Hochlöblichen Fruchtbringenden Gesellschafft Den Unglückseligen. Ulm / Jn Verlegung Georg Wildeisens / 1654.
- Giovanni Ambrogio Marini, Des weitberühmten Welschen Dichters MARJNJ / Printz Kalloandro. Zu mehrer Ausübung und Ausschmückung unserer hochdeutschen Sprache / in selbiger aus dem Jtalianischem übersetzt: Durch Ein Mitglied der Höchstl. Fruchtbr. Gesellschafft / Den Unglückseligen. Nürnberg / Gedruckt und verlegt von Michael Endter. Jm Jahr / 1656.
- Geteutschter Samson / Des Fürtrefflichsten Jtaliänischen Schreiben= Liechtes unserer Zeiten / Herrn Ferrante Pallavicini. Durch Ein Mitglied der Hochlöblichen Fruchtbringenden Gesellschafft Den Unglückseligen. Nürnberg / gedruckt und verlegt von Michael Endter / 1657
- Von menschlicher Vollkommenheit / Worbey die waaren Güter betrachtet werden / insonderheit der Seelen ihre; Samt den Lehr=Arten der Wissenschaften / die in sich begreiffen ... Durch H. Sorel, Rittern und Königl. Raht / auch vornehmsten Geschichts=Schreibern in Frankreich / und ihrer Majest. in Frantzösischer Mutte=Haubt=Sprache übersetzt durch ein Mitglied der hochlöblichen Frruchtbr. Gesellschaft den Unglückseligen. Nürnberg bey Michael Endter 1660.
- CLELIA: eine Römische Geschichte / Durch Herrn von Scuderi, Königl. Französ. Befehl=habern zu unser Frauen de la Garde, In Französischer Sprache beschrieben; anitzt aber ins Hochdeutsche übersetzet Durch Ein Mitglied der hochlöbl. Fruchtbringenden Gesellschaft den Unglückseligen. Nürnberg / in Verlegung Michael und Joh. Friedr. Endtern / 1664
- Johannis Francisci Loredani, Deß Edlen / und Weltberühmten Venetianers Andachten / Vber die 15. Staffel=Psalmen Des Königlichen Propheten Davids. Zu Gottes Ehre auß dem Jtalienischen gedolmetscht. Durch ein Mitglied der Hochlöblichen / Fruchtbringenden Gesellschaft / Den Seligen Vnglückseligen. Franckfurt / Jn Verlegung Joh. Conrad Emmrichs. Jm Jahr 1669.
- Dem Weisen ist verboten zu dienen / Ein sehr zierlich und wolgesetztes Wercklein / Welches Der berühmte Ritter Joh. Baptista Manzini Zu erst in Wällscher Sprach beschrieben. Von dem hoch- und wolgebohrnen / unglückseeligen aber / als einem Mitglied der hochlöbl: fruchtbringenden Gesellschafft / in unsere Hochteutsche Mutter=Sprach übersetzt worden. Franckfurt und Regenßpurg / Jn Verlegung Joh. Conr. Emmerichs / Anno 1671

## Bisher fälschlich Stubenberg zugeschriebene Werke
Nach Martin Bircher (s. Literaturangabe, S. 322) werden folgende Werke fälschlich Johann Wilhelm von Stubenberg zugeschrieben:
- Religion- und „Prophan“=Friede / der wahre SYNCRETISMUS; Jm Röm. Reich Teutscher Nation: ... Gedruckt im Jahr Christi 1689.
- THESAURUS MUNDI Das ist Eine kurtze doch gründliche Anweisung / Wo der Schatz der Welt Jn hundert und mehr Jahren Hingekommen ... Gedruckt Jm Jammerthal ... Anno 1689
- Infortunati Fortunati Abermahlige nohtwendige Erinnerung / Und Einfältiges doch wahres Gespräch / Wegen dem Mißbrauch des Geldes / Goldes und Silbers / Wie auch die darauß entstehende Unmügligkeit der itzigen Veränderung oder vermeinten Verbesserung des Müntz-Wesens ... Gedruckt im Jahr 1693

Alle drei Schriften erschienen Jahrzehnte nach Stubenbergs Tod. Demgegenüber soll sich der Verfasser häufig auf Ereignisse aus der jüngsten Vergangenheit beziehen. Auch nach Inhalt, Stil und Wortwahl wird Stubenberg als Schreiber angezweifelt. Die Frage nach dem wirklichen Autor dieser drei Schriften bleibt allerdings ungeklärt.